# ليم (محافظة ضرية)
ليم هو مركزٌ سعوديٌ تابعٌ لمحافظة ضرية التابعة لمنطقة القصيم، في المملكة العربية السعودية. المركز من الفئة (ب)، ورمزه 1883 حسب دليل الترميز الموحد للمناطق الإدارية بالمملكة العربية السعودية.مركز وليم هو إحدى المراكز التابعة لمحافظة ضرية، التي تتبع إداريًا لمنطقة القصيم في المملكة العربية السعودية. منطقة القصيم تعتبر من المناطق الوسطى في المملكة، وهي تشتهر بزراعة التمور والأراضي الزراعية الخصبة. مركز وليم يمثل أحد التجمعات السكانية الريفية التي تشهد اهتمامًا بالخدمات والبنية التحتية، شأنه شأن المراكز الأخرى في محافظة ضرية، والتي تسعى الحكومة السعودية لتطويرها ضمن خطط التنمية الريفية.
رئيس مركز ليم هو ماجد شريد بن مدلج. 